# تئودور پل
 تئودور پل (انگلیسی: Theodore Pell؛ زاده ۱۲ مهٔ ۱۸۷۹ درگذشته ۱۸ اوت ۱۹۶۷) یک تنیس‌باز اهل ایالات متحده آمریکا بود.